# Torpeda Tp 43
Tp 43 – szwedzka torpeda elektryczna wprowadzona do uzbrojenia w 1987 roku.
Na początku lat 80. rozpoczęto w Szwecji opracowywanie zmodernizowanej wersji torpedy Tp 42. Zmodernizowana torpedę wyposażono w układ samonaprowadzania zoptymalizowany do zwalczania okrętów podwodnych w płytkich wodach. Oprogramowanie układu naprowadzania zapewniało przy tym dużą odporność na zakłócenia powstałe podczas odbić dźwięku od warstw wody różniących się temperatura lub zasoleniem. Inną modyfikacją było przystosowanie torpedy do współpracy o systemem kierowaniem ognia okrętu podwodnego. Dzięki temu dopóki nie zostanie zerwany kabel łączący torpedę z okrętem przetwarzaniem sygnałów akustycznych odbieranych przez torpedę zajmuje się komputer kierowania ogniem okrętu posiadający większe możliwości niż komputer torpedy. Po obróbce sygnału system kierowania ogniem może przesłać kablem komendy zmieniające głębokość i kurs torpedy, jej prędkość, a także dokonać wyboru celu. Po zerwaniu kabla uruchamia się aktywno-pasywna głowica torpedy i rozpoczyna poszukiwanie celu. Torpeda napędzana jest silnikiem elektrycznym zasilanym z akumulatora srebrowo-cynkowego. Jako pędniki wykorzystano dwie trójłopatowe śruby.
Zakres zmian w stosunku do Tp 42 był na tyle duży, że w 1987 roku zmodyfikowana wersja została przyjęta do uzbrojenia jako Tp 43.  Później opracowano także wersję eksportową oznaczoną jako Tp 43X0. W 1990 roku rozpoczęto opracowywanie kolejnej wersji która początkowo była oznaczana jako Tp 43X2. Ostatecznie została ona przyjęta do uzbrojenia jako Tp 45.

## Dane taktyczno techniczne
- Długość: 2,64 m
- Masa: 298 kg
- Masa głowicy: ?? kg
- Zasięg: 10 km przy prędkości 30 w.